# Zlatá rybka

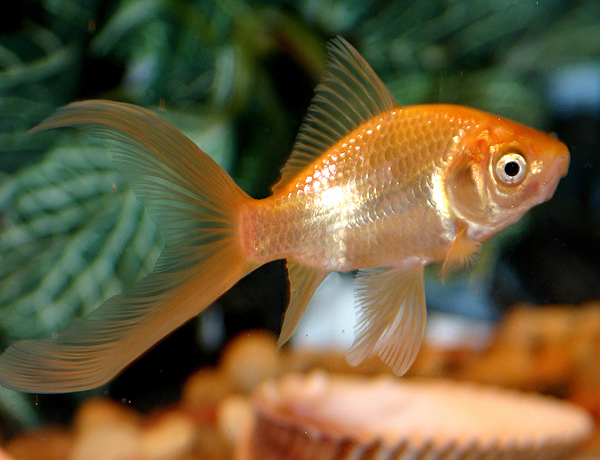
Karas zlatý (Carassius auratus), tzv. „zlatá rybka“ je jednou z nejdéle domestikovaných ryb a pohádek

Zlatá rybka je pohádkové, kouzelné zvíře, které obyčejně splní tři přání tomu, kdo ji pustí na svobodu. V České republice vešla ve známost především díky pohádce Alexandra Sergejeviče Puškina, Pohádce o rybáři a rybce (Сказка о рыбаке и рыбке) z roku 1833, která vychází ze staré ruské lidové slovesnosti.
Pohádka o rybáři a rybce vypráví o svárlivé stařeně, kterou neuspokojí žádný z ohromných darů zlaté rybky, královny moří. Ve své touze po stále větším bohatství a moci je nakonec potrestána a stane se zas tím, čím byla: chudou ženou rybáře v rozbité hliněné chatrči.
Zlatá rybka se od té doby stala námětem mnoha adaptací příběhu o zlaté rybce, knižních, hudebních, televizních, filmových i divadelních. Některé z nich jsou uvedeny v rozcestníku. Zlatá rybka je též ústředním motivem mnoha vtipů.
Za opravdovou zlatou rybku je v České republice považován karas zlatý (Carassius auratus). Oproti tomu v asijských zemích zlatá ryba sice neplní přání, ale například baramundi malajský (Scleropages formosus) je považován za rybu symbolizující štěstí, zdraví, prosperitu a sílu.